# Jeanna Fine
Jeanna Fine (ur. 29 września 1964 w Nowym Jorku) – amerykańska aktorka i reżyserka filmów pornograficznych. W 2002 została umieszczona na szesnastym miejscu na liście 50. największych gwiazd branży porno wszech czasów przez periodyk Adult Video News.

## Życiorys

### Wczesne lata
Urodziła się w Nowym Jorku. Według Skippa Porteousa, autora książki Jesus Doesn't Live Here Anymore (Nie ma tu jeszcze życia), Fine urodziła się jako Angel Gauthier i zmieniła nazwisko na Payson po niej małżeństwie matki z Ronem Paysonem.
Do kariery w branży porno zachęciła ją siostra Siobhan Hunter. Kiedy aktorka filmów porno Barbara Dare zauważyła, że Jeanna była „Fine” („dobra”), to skłoniło Jeannę do przyjęcia tego jako swojego nazwiska.

### Kariera
W roku 1985, mając 21 lat z blond włosami w stylu punk, chciała przebojem podbić rynek filmów porno. Jednak zniknęła po nakręceniu ok. 50 filmów, w których wystąpiła w latach 1986–1989. Powróciła trzy lata później z nowym wyglądem (jako długowłosa brunetka), ale wkrótce ponownie zniknęła. Jednak dwa lata później powróciła.

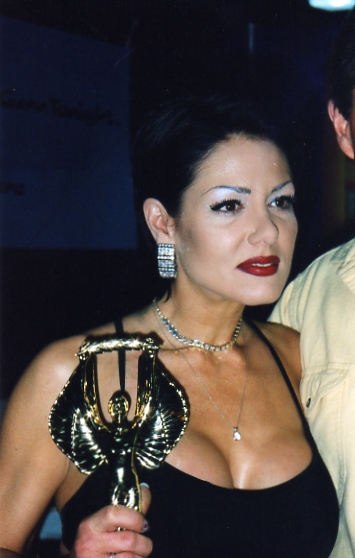
Z nagrodą AVN w 2000

Pojawiła się w porno parodiach Conan Barbarzyńca – Barbara the Barbarian (1987) czy Edward Nożycoręki – Edward Penisoręki (Edward Penishands, 1991).
Jej znakami rozpoznawczymi na ekranie była wulgarna rozmowa, głębokie gardło oraz skłonność do szorstkich scen analnych i podwójnej penetracji, w tym do klapsów i ciągnięcia za włosy, m.in. w filmie Wicked Pictures Dear Diary (1995) z Jordan St. James i Stevenem St. Croix. W swoich lesbijskich scenach prawie zawsze była dominującą partnerką, m.in. w produkcji Wicked Pictures Double Cross (1996) z Nici Sterling.
W 1998 została wprowadzona do Galerii filmów Adult Video News. Została także członkiem X-Rated Critic's Association's i Legends of Erotica Halls of Fame.
Wystąpiła też w komedii Ofermy (Wimps, 1986) jako striptizerka, komedii Orgazmo (1997) z Treyem Parkerem oraz dramacie sensacyjnym Święci z Bostonu (The Boondock Saints, 1999) obok Willema Dafoe jako tancerka.

## Życie prywatne
Była przez parę lat uzależniona od narkotyków. Po operacji powiększenia biustu swoje piersi nazwała Cash and Flow.
Spotykała się z piosenkarzem Donem Henleyem i wokalistą glammetalowego zespołu Mötley Crüe – Vince’em Neilem (1992). W latach 1990–92 związana była z gwiazdorem porno Sikki Nixxem. Do małżeństwa jednak nigdy nie doszło, ponieważ zakochała się w Żydzie Paulu Normanie, zmieniła wiarę na judaizm i porzucił biznes porno. W 1993 wyszła za mąż za Jima Bernsteina, z którym ma syna Braxtona Zakary’ego (ur. 18 maja 1994). W 1996 spotykała się z tenisistą Andre Agassim. Zamieszkała z synem w Kalifornii.

## Nagrody
| Rok  | Nagroda                                        | Kategoria                                                           | Film                        | Inni wykonawcy                 |
| ---- | ---------------------------------------------- | ------------------------------------------------------------------- | --------------------------- | ------------------------------ |
| 1991 | AVN Award                                      | Najlepsza aktorka (film)                                            | Hothouse Rose (1990)        | –                              |
| 1991 | XRCO Award                                     | Najlepsza aktorka                                                   | Steal Breeze (1990)         | –                              |
| 1992 | XRCO Award                                     | Najlepsza aktorka                                                   | Brandy and Alexander (1991) | –                              |
| 1995 | XRCO Award                                     | Najlepsza aktorka                                                   | Skin Hunger (1994)          | –                              |
| 1996 | AVN Award                                      | Najlepsza aktorka (film)                                            | Skin Hunger (1994)          | –                              |
| 1996 | AVN Award                                      | Najlepsza aktorka drugoplanowa (wideo)                              | Dear Diary (1995)           | –                              |
| 1997 | Legends of Erotica                             | Legenda erotyczna                                                   | –                           | –                              |
| 1997 | F.O.X.E. Award (Fans of X-Rated Entertainment) | Ulubienica Fanów                                                    | –                           | –                              |
| 1997 | AVN Award                                      | Hall of Fame                                                        | –                           | –                              |
| 1997 | AVN Award                                      | Najlepsza scena nieseksualna: biseksualna, gejowska lub trans wideo | Flesh And Blood (1996)      | –                              |
| 1997 | AVN Award                                      | Najlepsza aktorka (wideo)                                           | My Surrender (1996)         | –                              |
| 1997 | XRCO                                           | Najlepsza aktorka                                                   | My Surrender (1996)         | –                              |
| 1997 | XRCO                                           | Najlepsza scena seksu samych dziewczyn                              | Miscreants (1996)           | Tiffany Mynx i Stephanie Swift |
| 1998 | AVN Award                                      | Najlepsza scena seksu samych dziewczyn (wideo)                      | Cellar Dwellers 2 (1997)    | Tricia Devereaux i P.J. Sparxx |
| 1998 | AVN Award                                      | Najlepsza aktorka drugoplanowa (wideo)                              | Miscreants                  | –                              |
| 1998 | XRCO Award                                     | Najlepsza aktorka                                                   | Cafe Flesh 2 (1997)         | –                              |
| 1999 | AVN Award                                      | Najlepsza aktorka (wideo)                                           | Cafe Flesh 2 (1997)         | –                              |